# Jana Ina

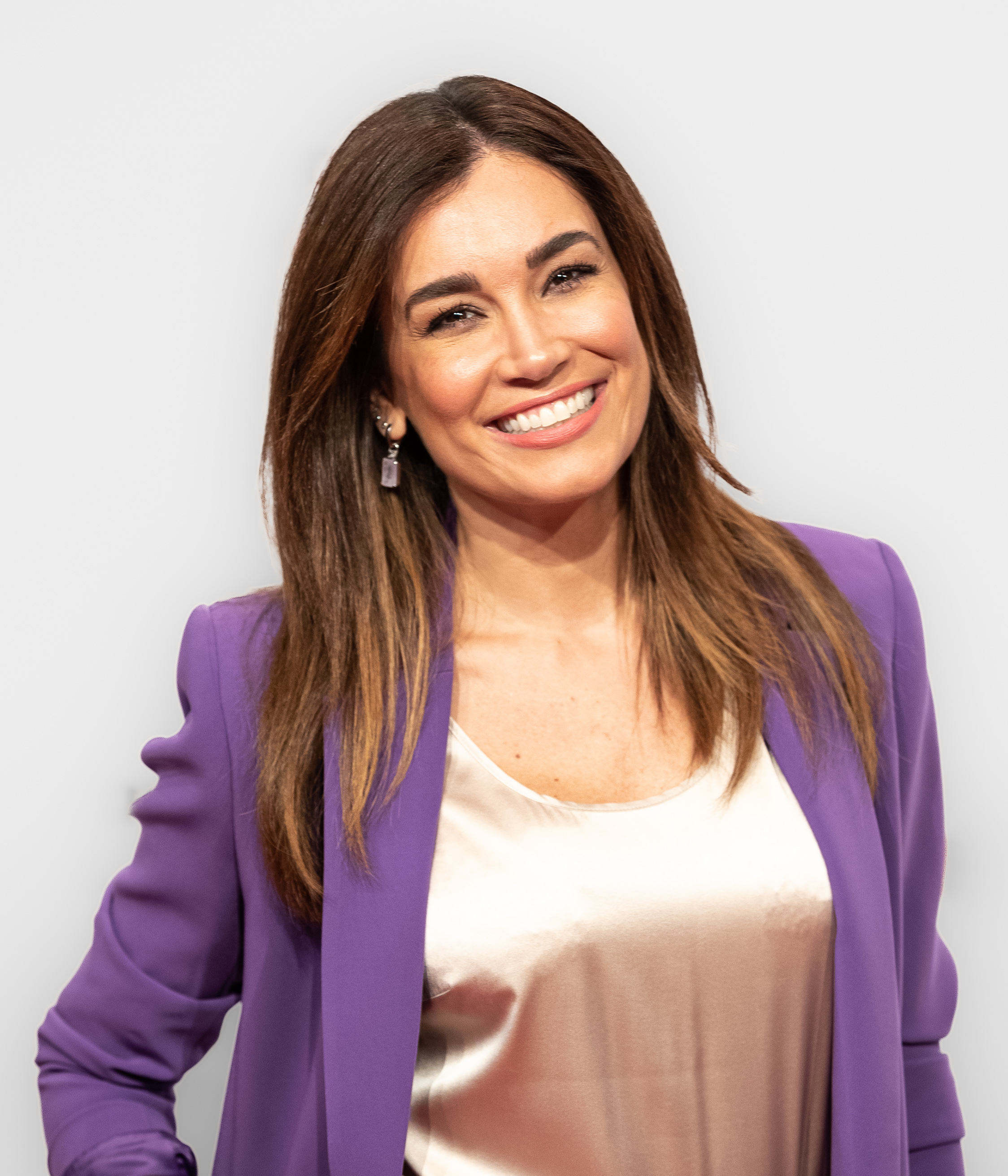
Jana Ina (2020)

Jana Ina (* 12. Dezember 1976 als Janaína Vizeu Berenhauser Borba in Petrópolis; bürgerlich Janaína Zarrella) ist eine in Deutschland lebende brasilianische Moderatorin und Sängerin, die auch als Model arbeitet.

## Frühe Laufbahn als Model
Jana Ina wuchs als Tochter eines Taxifahrers und einer Kauffrau mit einem Bruder in einer deutschbrasilianischen Familie in Petrópolis in Brasilien auf. Sie begann Ausbildungen in Ballett, Jazz Dance, Samba und anderen lateinamerikanischen Tänzen. Zusätzlich nahm sie Gesangsunterricht und sang elf Jahre lang im Chor Meninas Cantoras de Petrópolis.
Als 14-Jährige wurde sie als Model entdeckt. Im Alter von 15 Jahren bekam sie einen Vertrag der Model-Agentur Elite in Rio de Janeiro. Nach ihrem Schulabschluss im Jahr 1994 begann sie ein Journalistik-Studium an einer der Faculdades Integradas Hélio Alonso in Rio de Janeiro. 1997 gewann sie die Schönheitswettbewerbe Miss Petrópolis und Miss Rio de Janeiro. Im selben Jahr nahm sie an der Wahl zur Miss Brasil 1997 teil, bei der sie ins Halbfinale kam. 1998 wurde sie in Bad Lausick bei Leipzig zur Miss Intercontinental gewählt. Dort wurde ihr angeboten, in Deutschland zu arbeiten. 1999 zog sie nach Deutschland, der Heimat ihrer Urgroßeltern. Dort erhielt sie Angebote für Plattenaufnahmen (z. B. Yo te quiero). Sie arbeitete bei zahlreichen Miss-Wahlen und internationalen Veranstaltungen wie der Wahl zur Miss Intercontinental 2000 als Moderatorin.

## Fernsehkarriere in Deutschland
Jana Ina arbeitete zunächst bei GIGA, einem Programmfenster von NBC Europe, und moderierte dort von 2004 bis 2006 die fünfstündige Nachmittagsshow NBC GIGA. Danach war sie bei dem später eigenständigen Fernsehsender für den Stars-Channel und nach dem Umzug nach Berlin für den Backstage-Channel aktiv. Im August 2006 wurde sie Moderatorin für die Spiele der World League eSport Bundesliga im DSF.
Anlässlich ihrer Hochzeit mit Giovanni Zarrella im August 2005 wurde ab Oktober die Doku-Soap Just Married einmal wöchentlich im Lifestyle-Magazin taff bei ProSieben ausgestrahlt. 2007 und 2011 führte sie als eines der Models durch die Sendung Das Model und der Freak auf ProSieben. 2007 wurde ein Special der Dokusoap We Are Family ausgestrahlt. Im August 2008 folgte die Celebrity-Doku Jana Ina & Giovanni – Wir sind schwanger auf ProSieben, die ihre Schwangerschaft und die Geburt ihres Sohnes dokumentierte.
Im Januar 2009 war Jana Ina in der Sat.1-Produktion Mister Perfect – Der MännerTest zu sehen. Dort saß sie neben Kim Fisher und Britt Hagedorn in der Jury. Im Januar 2010 wurde eine weitere Promi-Doku mit dem Titel Jana Ina & Giovanni – Pizza, Pasta & Amore auf ProSieben gezeigt, die das Privatleben nach der Geburt ihres ersten gemeinsamen Kindes und bei der Suche nach einem geeigneten Haus dokumentierte. Des Weiteren wurde das Paar bei der Eröffnung ihres Restaurants Settantotto im Januar 2010 begleitet.

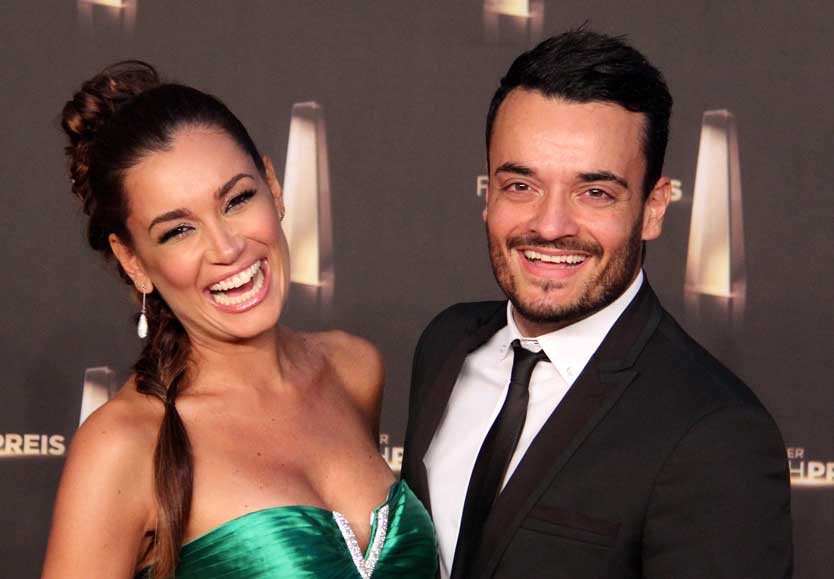
Jana Ina und Giovanni Zarrella, 2012

Zudem gehörten Jana Ina und ihr Mann zwischen November 2010 und März 2011 zum Ensemble der Revue Holiday on Ice. Ab Januar 2011 fungierte sie als Stylingexpertin und Jurymitglied in der dritten Staffel der achtteiligen Dokusoap Schluss mit Hotel Mama auf Kabel 1 und nahm im Mai 2011 an der Sat.1-Familienshow Der Bastelkönig teil. Anfang Juni war sie zusammen mit ihrem Mann ebenfalls auf Sat.1 bei einer Promiausgabe von Mein Mann kann zu sehen. Wenig später im Juli 2011 nahm sie gemeinsam mit ihrem Mann als Moderatorin der Castingshow Sommermädchen 2011 auf ProSieben teil.
Im Januar 2013 bekam das Paar eine Tochter. Im Oktober 2013 nahm Jana Ina an der TV total PokerStars.de Nacht teil, bei der sie sich im finalen Duell mit zwei Mitgliedern der Band The BossHoss eine Siegprämie von 50.000 Euro sicherte. Seit 2014 ist sie Werbegesicht des Frauensenders TLC. Im Juni 2014 arbeitete sie anlässlich der Fußball-Weltmeisterschaft in ihrem Heimatland Brasilien für das RTL-Magazin Punkt 12 als Reporterin. Im Juni 2015 nahm sie an der Styling-Doku Promi Shopping Queen teil und gewann. Im Juni 2016 moderierte sie mit ihrem Mann die Übertragung der Hochzeitsfeierlichkeiten von Daniela Katzenberger und Lucas Cordalis. 2017 und 2018 war Jana Ina Jurorin in der zweiten und dritten Staffel von Curvy Supermodel auf RTL II.
Ab August 2016 war Jana Ina als Modeexpertin bei HSE zu sehen, und seit September 2019 ist sie dort mit einer eigenen Kollektion vertreten.  Von September 2017 bis März 2021 moderierte sie bei RTL II die Datingshow Love Island. Seit 2020 vertreibt sie Abnehmshakes bei Shape Republic. Von 2021 bis 2022 moderierte sie die Talkshow #OMG – die Talkshow von Jana Ina Zarrella. 2022 brachte sie das Kochbuch Casa Zarrella heraus.
Zarrella betreibt einen Instagram-Account mit mehr als 790.000 Followern (Stand November 2023), auf dem sie mit Produktplatzierungen wirbt.

## Werbung
- seit 2016: Odlo
- 2017/18: Aldi Süd
- seit 2019: Zewa Wisch&Weg

## Singles
- 2002: Yo Te Quiero
- 2003: Make My Day
- 2003: Tanze Samba mit mir (mit Hape Kerkeling)
- 2019: Così sei tu (So bist Du) (mit Giovanni Zarrella)

## Filme
- 2004: Samba in Mettmann
- 2006: Mr. Nanny (TV-Film, ZDF)

## Fernsehen
- 2004–2006: Netzreporterin bei GIGA
- 2007, 2011: Das Model und der Freak
- 2008: Jana Ina & Giovanni – Wir sind schwanger
- 2010: Jana Ina & Giovanni – Pizza, Pasta & Amore
- 2011: Schluss mit Hotel Mama – Die WG
- seit 2014: Catwalk 30+ (TLC)
- 2016: Daniela und Lucas – Die Hochzeit (Moderation)
- 2017–2018: Curvy Supermodel – Echt. Schön. Kurvig
- 2017–2021: Love Island
- ab 08/2016: Modeexpertin bei HSE24
- seit 09/2019: Jana Ina Fashion bei HSE24
- 2020: Haustier sucht Herz
- seit 2022: Grill den Henssler (Jurymitglied)
- 2024: Wer kocht das Beste für die Gäste? bei Sat. 1